# Aceton
Aceton (bắt nguồn từ từ tiếng Pháp acétone /asetɔn/), còn được viết là a-xê-tôn, là hợp chất hữu cơ, có công thức là (CH3)2CO. Aceton là một chất lỏng dễ cháy, không màu và là dạng keton đơn giản nhất. Aceton tan trong nước, dễ bay hơi và là dung môi chủ yếu dùng để làm sạch trong phòng thí nghiệm, đồng thời là một chất dùng để tổng hợp các chất hữu cơ và còn được sử dụng trong các thành phần hoạt chất của sơn móng tay. 6,7 triệu tấn aceton được sản xuất trên toàn thế giới trong năm 2010, chủ yếu sử dụng làm dung môi và sản xuất methyl metacrylat và bisphenol. Aceton được sản xuất và thải ra trong cơ thể người thông qua quá trình trao đổi chất và thường có trong máu và nước tiểu. Thử nghiệm độc tính sinh sản cho thấy rằng nó có tiềm năng thấp gây ra vấn đề sinh sản. Phụ nữ mang thai và cho con bú, trẻ em và những người mắc bệnh tiểu đường tiết nhiều aceton hơn những người khác. Đồng thời, khẩu phần ăn nhiều chứa nhiều keton làm tăng hàm lượng aceton, giúp trẻ sơ sinh và trẻ nhỏ giảm những cơn động kinh nếu mắc bệnh động kinh đề kháng.

## Trao đổi chất

### Sự tổng hợp sinh học
Một lượng nhỏ aceton được sản xuất trong cơ thể bằng phản ứng khử cacbon của thể keton. Một số chế độ ăn uống, bao gồm cả ăn chay trường, chế độ ăn nhiều chất béo nhưng ít đường bột (thường gọi là low carb), có thể sản sinh ketosis, trong đó aceton được hình thành trong các mô cơ thể. Một số tình trạng sức khỏe khác, như chứng nghiện rượu và bệnh tiểu đường sẽ gây nhiễm toan ceton, dẫn tới cái chết do gia tăng độ acid trong máu.

### Sử dụng trao đổi chất
Mặc dù một số sách giáo khoa hóa sinh và các ấn phẩm nghiên cứu hiện nay chỉ ra rằng aceton không thể chuyển hóa được, nhưng trong thực tế lại ngược lại. Aceton có thể được sản xuất từ quá trình oxy hóa isopropanol, và có thể được chuyển hóa thành D-lactat và pyruvat, và cuối cùng là glucose.

## Sản xuất
Trong năm 2010, sản xuất aceton trên toàn thế giới đạt 6,7 triệu tấn. Với 1,56 triệu tấn mỗi năm, Hoa Kỳ có sản lượng sản xuất cao nhất. Tiếp sau là Đài Loan và Trung Quốc. Nhà sản xuất aceton lớn nhất là INEOS Phenol, mỗi năm săn xuất 17% lượng sản xuất của thế giới. Giá giao ngay của aceton (trong mùa hè năm 2011) là 1100-1250 USD/tấn tại Hoa Kỳ.

### Phương pháp sản xuất hiện hành
Aceton được sản xuất trực tiếp hoặc gián tiếp từ propen. Khoảng 83% aceton được sản xuất thông qua phương pháp Cumen, và vì sản phẩm từ phương pháp này mà sản xuất aceton luôn gắn liền với sản xuất phenol. Phương pháp Cumen gồm việc alkyl hoá benzen với propen, sinh ra isopropylbenzen, được oxi hoá, sinh ra aceton và phenol.
Aceton còn được sản xuất trực tiếp bằng cách oxi hay hydro hoá propen, sinh ra 2-propanol (isopropanol), và khi oxi hoá isopropanol sẽ được aceton.
Ngoài ra, vì aceton là sản phẩm phụ của quá trình lên men, nên đôi khi cũng được sản xuất dưới dạng sản phẩm phụ của công nghiệp chưng cất.

### Phương pháp cũ
Trước đây, aceton được sản xuất bằng cách chưng cất acetat, ví dụ như calci acetat ở phản ứng khử carboxyl.
Ca(CH3COO)2 → CaO + CO2↑ + (CH3)2CO
Trước đó, trong thời gian chiến tranh thế giới lần thứ 2, aceton được sản xuất bằng cách lên men aceton-ethanol với vi khuẩn Clostridium acetobutylicum, phát hiện bởi Chaim Weizmann (sau này là tổng thống đầu tiên của Israel) để giúp các nỗ lực gây chiến của Anh bằng cách chuẩn bị thuốc nổ không khói. Sau khi phát minh phương pháp mới với sản lượng tốt hơn thì phương pháp lên men aceton-ethanol đã bị lãng quên.

## Sử dụng
Khoảng một phần ba aceton được sử dụng làm dung môi trên thế giới, và một phần tư được tiêu thụ dưới dạng aceton cyanohydrin, dùng trong sản xuất methyl metacrylat.

### Dung môi
Aceton là một dung môi tốt cho nhựa và một số sợi tổng hợp. Aceton được dùng để pha loãng nhựa polyester, được sử dụng trong các chất tẩy rửa, dụng cụ làm sạch, Dùng để pha keo epoxy 2 thành phần trước khi đóng rắn và được sử dụng như một trong những thành phần dễ bay hơi của một số loại sơn và vecni. Như một chất tẩy nhờn nặng, aceton rất hữu ích trong việc làm sạch kim loại trước khi sơn, và cũng dùng để loại bỏ nhựa thông thông sau khi hàn xong.
Aceton sử dụng làm dung môi trong công nghiệp dược phẩm, là thành phần tá dược trong một số loại thuốc, và để sản xuất rượu biến tính.
Mặc dù dễ cháy, aceton được sử dụng rộng rãi như một dung môi để vận chuyển và lưu trữ acetylen, vì chất này khi chịu áp suất lớn dưới dạng hợp chất tinh khiết sẽ không an toàn. Các thùng chứa bao giờ cũng chứa acethylen được hòa tan trong aceton. Một lít aceton có thể hòa tan khoảng 250 lít acethylen.

### Hóa chất trung gian
Aceton dùng để tổng hợp methyl metacrylat, bắt đầu với chuyển đổi aceton sang aceton cyanohydrin:
(CH3)2CO + HCN → (CH3)2C(OH)CN
Tiếp theo, sản phẩm được thủy phân cho ra dung dịch amit không bão hòa, và tiếp tục ester hóa:
(CH3)2C(OH)CN + CH3OH → CH2=(CH3)CCO2CH3 + NH3
Ứng dụng nhiều thứ ba (20%) của aceton là tổng hợp bisphenol A. Bisphenol A là thành phần của nhiều loại polyme như polycarbonat, polyurethan, nhựa epoxy. Sự tổng hợp gồm phản ứng dehydro hóa phenol và aceton:
(CH3)2CO + 2 C6H5OH → (CH3)2C(C6H4OH)2 + H2O

### Trong phòng thí nghiệm
Trong phòng thí nghiệm, aceton được sử dụng như một dung môi cực aprotic trong rất nhiều phản ứng hữu cơ, như phản ứng SN2. Dung môi aceton được sử dụng rộng rãi để làm chất tẩy rửa vật dụng thủy tinh trong phòng thí nghiệm vì giá thành thấp và dễ bay hơi. Tuy được sử dụng rộng rãi làm chất tẩy rửa, nhưng aceton không mấy hiệu quả trừ khi được pha loãng nhiều. Aceton có thể được làm lạnh bởi đá khô đến -78 °C mà không đóng băng, vì thế nên aceton/đá khô lỏng được dùng để duy trì nhiệt độ thấp để tiến hành các thí nghiệm hóa học khi cần.

### Trong y dược và kĩ thuật làm đẹp
Aceton được sử dụng nhiều trong các thuốc và kĩ thuật làm đẹp nói chung và được xếp loại là phụ gia thực phẩm và đóng gói, bảo quản thực phẩm.
Aceton thường được dùng để lột da bằng hóa chất. Các bác sĩ da liễu dùng aceton và cồn trong điều trị mụn trứng cá để lột da khô, chết. Những hóa chất dùng để lột da là acid salixylic, acid glycolic, acid salixylic 30% trong dung dịch ethanol, acid trichloroacetic (TCA). Trước khi lột, da cần được làm sạch và loại bỏ mỡ. Aceton, Septisol, hay cả hai chất đều dùng trong quá trình này.

### Gia dụng và các ứng dụng khác
Aceton là thành phần chính trong các chất tẩy rửa sơn móng tay, chất tẩy keo siêu dính và chất tẩy cho đồ gốm sứ, thủy tinh. Nghệ sĩ trang điểm dùng chất này để tẩy keo dán tóc giả và ria mép bằng cách ngâm vào aceton lỏng, sau đó dùng chải đi phần keo còn dư.
Aceton còn được sử dụng trong việc in ấn nghệ thuật. Sau khi đổ một lượng vừa phải vào mặt sau của tấm ảnh được đặt úp xuống một bề mặt khác và chà, cào trên mặt sau một thời gian, mực của tấm ảnh ban đầu sẽ chuyển xuống bề mặt ấy.

## An toàn

### Tính dễ cháy
Tính chất nguy hiểm nhất của aceton là tính rất dễ cháy. Ở nhiệt độ lớn hơn điểm bắt lửa của aceton là -20 °C (-4 °F), hỗn hợp khí chứa từ 2.5% đến 12.8% aceton (về thể tích) sẽ gây nổ. Sau khi nổ, aceton bay hơi đến những nguồn cháy khác và tiếp tục gây cháy nổ. Sự phóng tĩnh điện cũng có thể gây cháy với hơi aceton mặc dù aceton có điểm bắt năng lượng rất cao, vì vậy tình cờ gây cháy nổ là rất hiếm. Ngay cả khi đổ hay phun aceton lên miếng than còn tàn đỏ cũng không gây cháy, do nồng độ cao của hơi aceton và tính làm mát khi bốc hơi của dung dịch này. Aceton tự bốc cháy ở nhiệt độ 465 °C (869 °F). Tuy nhiên, nhiệt độ tự bốc cháy của aceton còn phụ thuộc vào thời gian tiếp xúc với bên ngoài, nên một số thí nghiệm cho rằng nhiệt độ tự bốc cháy là 525 °C.

### Aceton peroxide
Khi oxy hóa, aceton tạo ra aceton peroxide, một sản phẩm phụ, là một hợp chất rất không bền vững và thường gây cháy nổ. Cũng có thể tình cờ tạo ra aceton peroxide như đổ hydro peroxide thừa vào dung môi aceton. Vì tính không bền vững này mà aceton peroxide rất ít khi được sử dụng, dù có tính tổng hợp hóa chất rất tốt.

### Thông tin y tế
Aceton đã được nghiên cứu rộng rãi và thường được công nhận là có độc tính cấp tính và mãn tính thấp nếu bị uống hay hít vào. Hít ở nồng độ cao (khoảng 9200 ppm) có thể gây kích ứng ở cổ họng trong khoảng 5 phút. Hít ở nồng độ 1000 ppm sẽ gây kích ứng ở mắt và cổ họng trong vòng 1 giờ. Tuy nhiên, hít ở nồng độ 500 ppm sẽ không gây bất kì kích ứng gì, ngay cả khi bị tiếp xúc trong vòng 2 giờ. Aceton hiện không được xem là một chất gây ung thư, hóa chất gây đột biến hay gây các triệu chứng nhiễm độc thần kinh mãn tính.
Aceton là thành phần của một loạt sản phẩm tiêu dùng khác nhau, từ dược liệu, mỹ phẩm đến thực phẩm chưa và đã qua chế biến. Aceton được đánh giá là khá an toàn trong thức uống, đồ nướng, tráng miệng, và được bảo quản với nồng độ từ 5 – 8 mg/l.